# Islesboro
Islesboro ist eine Town im Waldo County des Bundesstaates Maine in den Vereinigten Staaten. Im Jahr 2020 lebten dort 583 Einwohner in 830 Haushalten, in den Vereinigten Staaten werden auch Ferienwohnungen als Haushalte gezählt, auf einer Fläche von 178,40 km².

## Geographie
Nach dem United States Census Bureau hat Islesboro eine Gesamtfläche von 178,40 km², von der 37,01 km² Land sind und 141,39 km² aus Gewässern bestehen.

### Geographische Lage
Islesboro liegt im Osten des Waldo Countys auf mehreren Inseln in der Penobscot Bay des Atlantischen Ozeans. Sie grenzt im Nordosten an das Hancock County und im Süden an das Knox County. Zum Gebiet der Town gehören mehrere Inseln. Die größeren sind: Islesboro Island, Job Island, Seven Hundred Acre Island, Spruce Island und Warren Island.
Die Oberfläche ist eben, ohne nennenswerte Erhebungen.

### Nachbargemeinden
Alle Entfernungen sind als Luftlinien zwischen den offiziellen Koordinaten der Orte aus der Volkszählung 2010 angegeben.
- Norden: Searsport, 19,2 km Stockton Springs, 24,7 km
- Nordosten: Penobscot, 26,4 km Castine,12,1 km, beide im Hancock County
- Osten: Brooksville, Hancock County, 17,3 km
- Südosten: Deer Isle, Hancock County, 14,0 km
- Süden: North Haven, Knox County, 22,1 km
- Südwesten: Camden, Knox County, 17,2 km
- Westen: Lincolnville, 12,4 km, Northport, 9,0 km
- Nordwesten: Belfast, 16,7 km

### Stadtgliederung
In Islesboro gibt es mehrere Siedlungsgebiete: Dark Harbor, Isleboro, North Islesboro und Pripet.

### Klima
Die mittlere Durchschnittstemperatur in Islesboro liegt zwischen −7,8 °C (18 °F) im Januar und 20,0 °C (68 °F) im Juli. Damit ist der Ort gegenüber dem langjährigen Mittel der USA um etwa 9 Grad kühler. Die Schneefälle zwischen Oktober und Mai liegen mit bis zu zweieinhalb Metern mehr als doppelt so hoch wie die mittlere Schneehöhe in den USA; die tägliche Sonnenscheindauer liegt am unteren Rand des Wertespektrums der USA.

## Geschichte
Benjamin Church erreichte mit einer Gruppe weiterer Männer im August 1692 die Penobscot Bay und legte an einer kleineren Insel in der Nähe von Islesboro an. Er traf auf französische Händler und amerikanische Ureinwohner und verjagte sie. Danach segelte er zur Insel Islesboro, traf dort ebenfalls auf französische Händler und amerikanische Ureinwohner, die ebenfalls vor ihm flohen. Er beschlagnahmte eine große Menge Biber- und Elchfelle und segelte davon.
Islesboro diente den amerikanischen Ureinwohnern als Sommerlager. Sie nannten es Pitaubegwimenahanuk (dt. die Insel, die zwischen zwei Kanälen liegt). Regelmäßig kamen die Penobscot und die Tarratine auf die Inseln, um zu jagen und zu fischen. Heute noch zeugen Ausgrabungsstätten von den Lagerplätzen.
Das Gebiet von Islesboro gehörte zum Waldo Patent. Der erste europäische Siedler, der sich auf Islesboro niederließ, soll Shubael Williams im Jahr 1764 gewesen sein. Er kam aus Stonington, Connecticut. Weitere Siedler folgten. Während des Amerikanischen Unabhängigkeitskriegs versuchten die Bewohner von Islesboro, die quasi zwischen den Fronten siedelten, mit beiden Seiten zu verhandeln. Mehrere Männer der Inseln wurden gegen ihren Willen in die britische Armee eingezogen. Britische und amerikanische Seestreitkräfte trafen am 13. August 1779 aufeinander. Die Amerikaner wurden vernichtend geschlagen. Alle 39 Schiffe wurden gefangen genommen, verbrannt oder versenkt. Es war die schlimmste Niederlage der amerikanischen Marine bis zur Bombardierung von Pearl Harbor 1941.
Eine wissenschaftliche Expedition der Harvard University beobachtete am 27. Oktober 1780 eine totale Sonnenfinsternis in der Nähe von Williams Cove. Oberst Campbell von den dort stationierten britischen Streitkräften hatte ihnen zuvor die Erlaubnis erteilt. Shubael Williams, nach dem Williams Cove benannt ist, und seine Familie versorgten die Wissenschaftler mit Nahrung, Unterkunft und Unterstützung.
Durch die Heirat mit Lucy Flucker, einer Enkelin von Samuel Waldo, kam Henry Knox in den Besitz eines Teiles des Waldo Patentes. Weitere Teile kaufte er auf, so dass er schließlich der Eigentümer des Waldo Patentes wurde, zu dem auch Islesboro gehörte. Die Bewohner der Inseln wollten das nicht gelten lassen und beriefen sich darauf, dass die Inseln ihrer Meinung nach außerhalb der drei-Meilen-Zone lagen. Mit der Begründung zogen sie 1788 vor Gericht und fochten den Besitzanspruch an. Nach mehreren Vermessungen gab das Gericht schließlich 1799 Knox recht und das Land fiel erneut unter das Waldo Patent. Knox verkaufte daraufhin den Bewohnern der Inseln das Land.
Unter dem Namen Islesborough wurden am 12. Januar 1789 das ehemalige Long Island, 700 Acre Island, Job's Island und die Lime Islands als Town organisiert. Der Name wurde am 10. Juli 1890 in Islesboro geändert. Ursprünglich hatten sich die Bewohner den Namen Winchester für ihre Town gewünscht. Das erste Stadttreffen fand am 6. April 1789 statt.

### Einwohnerentwicklung
| Volkszählungsergebnisse – Town of Islesboro, Maine | Volkszählungsergebnisse – Town of Islesboro, Maine | Volkszählungsergebnisse – Town of Islesboro, Maine | Volkszählungsergebnisse – Town of Islesboro, Maine | Volkszählungsergebnisse – Town of Islesboro, Maine | Volkszählungsergebnisse – Town of Islesboro, Maine | Volkszählungsergebnisse – Town of Islesboro, Maine | Volkszählungsergebnisse – Town of Islesboro, Maine | Volkszählungsergebnisse – Town of Islesboro, Maine | Volkszählungsergebnisse – Town of Islesboro, Maine | Volkszählungsergebnisse – Town of Islesboro, Maine |
| Jahr                                               | 1800                                               | 1810                                               | 1820                                               | 1830                                               | 1840                                               | 1850                                               | 1860                                               | 1870                                               | 1880                                               | 1890                                               |
| -------------------------------------------------- | -------------------------------------------------- | -------------------------------------------------- | -------------------------------------------------- | -------------------------------------------------- | -------------------------------------------------- | -------------------------------------------------- | -------------------------------------------------- | -------------------------------------------------- | -------------------------------------------------- | -------------------------------------------------- |
| Einwohner                                          |                                                    |                                                    |                                                    | 674                                                | 777                                                | 984                                                | 1276                                               | 1230                                               | 1208                                               | 1006                                               |
| Jahr                                               | 1900                                               | 1910                                               | 1920                                               | 1930                                               | 1940                                               | 1950                                               | 1960                                               | 1970                                               | 1980                                               | 1990                                               |
| Einwohner                                          | 923                                                | 877                                                | 637                                                | 697                                                | 718                                                | 529                                                | 444                                                | 421                                                | 521                                                | 579                                                |
| Jahr                                               | 2000                                               | 2010                                               | 2020                                               | 2030                                               | 2040                                               | 2050                                               | 2060                                               | 2070                                               | 2080                                               | 2090                                               |
| Einwohner                                          | 603                                                | 566                                                | 583                                                |                                                    |                                                    |                                                    |                                                    |                                                    |                                                    |                                                    |

## Kultur und Sehenswürdigkeiten

### Bauwerke
In Islesboro wurden mehrere Bauwerke und eine archäologische Stätte unter Denkmalschutz gestellt und ins National Register of Historic Places aufgenommen. Die Lage der archäologischen Stätte wird nicht bekannt gegeben.
- Archeological Site No. 29-64, 1982 unter der Register-Nr. 82000782.[10]
- Dark Harbor Shop, 2017 unter der Register-Nr. 100001677.[11]
- Drexel Estate, 1985 unter der Register-Nr. 85000613.[12]
- Grindle Point Light Station, 1987 unter der Register-Nr. 87000427.[13]
- Islesboro Free Library, 1989 unter der Register-Nr. 88003018.[14]
- Philler Cottage, 1985 unter der Register-Nr. 85000726.[15]

### Parks
Die Insel Warren Island wurde 1959 unter Schutz gestellt und zu einem State Park. Es ist der einzige State Park, der nur zu Wasser erreichbar ist.

## Wirtschaft und Infrastruktur

### Verkehr
Die Inseln, auf denen sich die Town Islesboro befindet, ist per Fähre, eigenem Boot oder per Flugzeug zu erreichen. Auf den Inseln gibt es nur Straßen der Gemeinde.

### Öffentliche Einrichtungen
Es gibt keine medizinischen Einrichtungen in Islesboro. Die nächstgelegenen befinden sich in Belfast und Camden.
Die Alice L. Pendleton Library befindet sich auf der Maine Road in Islesboro. Die erste Bibliothekarin war von 1902 bis 1915 Alice L. Pendleton. Seit dem 14. Januar 1918 befindet sie sich an der Maine Road.

### Bildung
Für die Schulbildung in Islesboro ist das Islesboro School Department zuständig. Die Islesboro Central School bietet Schulklassen von Kindergarten bis zum 12. Schuljahr.